# 史提夫·陶森特
史提夫·陶森特（英語：Steve Toussaint，1965年3月22日—）是一位巴巴多斯裔英國男演員和作家。他知名於在HBO奇幻電視劇《龍族前傳》（2022年）中飾演的科利斯·瓦列利昂伯爵（Lord Corlys Velaryon），以及在電影《特警判官》（1995年）、《戰地救援：盧安達風雲》（2005年）和《波斯王子：时之刃》（2010年）中的角色。

## 早年和個人生活
史提夫·陶森特在1965年3月22日出生於英格兰伯明翰，是一對巴巴多斯裔夫婦的兒子。他在三歲時隨父母移居倫敦並在南倫敦新十字地區長大，他的父親在伦敦地铁工作，而母親則是一名護士。他在成長的過程中曾參與學校戲劇作品。他在高中畢業後前往萨塞克斯大学就讀政治相關的學位，期間被物色在戲劇中飾演一個角色並加入戲劇協會。他畢業後曾在商業銀行和醫院管理部門短暫工作，然後決定再次嘗試演戲。他為了增進演技而報讀晚間戲劇課。
陶森特表示他的出生姓氏並不是陶森特，而他改為現在的姓氏是因為當初與演員工會的一個成員名字相衝突。而陶森特這個姓氏是他從海地革命領袖杜桑·盧維杜爾選擇而來的。
陶森特最喜歡的飲料是伏特加湯力。

## 作品列表

### 電影
| 年份 | 標題                                                                 | 角色                | 附註           |
| ---- | -------------------------------------------------------------------- | ------------------- | -------------- |
| 1995 | 《I.D.》                                                             | 沙德維爾·範（Shadwell Fan）     |                |
| 1995 | 《特警判官》                                                         | 獵人小隊隊長（Hunter Squad Leader）    |                |
| 1995 | You'll Soon Get the Hang of It: The Technique of One to One Training | 攝影師              | 紀錄短片       |
| 2000 | 《神鬼騙局》                                                         | 布萊克（Black）          |                |
| 2001 | 《狗咬狗》 （英語：Dog Eat Dog）                                                | 達西（Darcy）            |                |
| 2002 | 《完美時刻》 （英語：The Perfect Moment）                                              | 新聞主播            | 短片           |
| 2003 | 《食罪人》                                                           | 紐約警探            |                |
| 2005 | 《戰地救援：盧安達風雲》                                             | 羅蘭（Roland）            |                |
| 2007 | 《終極戰機》                                                         | 拉徹上校（Col. Ratcher）        |                |
| 2007 | 《路障》 （英語：Roadblock）                                                  | 加勒特·楊中士（Sgt Garret Young）   | 短片           |
| 2008 | 《突變末日》                                                         | 約翰·麥奎爾上尉（Capt John McGuire） |                |
| 2008 | 《斷線》 （英語：Broken Lines）                                                  | 物理治療師          |                |
| 2010 | 《波斯王子：时之刃》                                                 | 塞索（Seso）            |                |
| 2012 | 《玩偶之家》 （英語：A Doll's House）                                              | 蘭克醫生（Dr. Rank）        |                |
| 2014 | 《地獄病院》                                                         | 鮑威爾（Powell）          |                |
| 2014 | 《黑暗》 （英語：Darkness）                                                  | 不適用              | 短片           |
| 2015 | 《飆風特攻》                                                         | FBI部門主管#1       |                |
| 2016 | 《可行候選人》 （英語：A Viable Candidate）                                            | 西爾文·布拉德肖（Sylvan Bradshaw） | 短片；兼任編劇 |
| 2018 | 《原諒我，神父》 （英語：Forgive Me, Father）                                          | 馬修神父（Father Matthew）        | 短片           |
| 2019 | 《愛情大師》 （英語：Masters of Love）                                              | 爸爸                |                |

### 電視
| 年份      | 標題                        | 角色                                                | 附註                                                  |
| --------- | --------------------------- | --------------------------------------------------- | ----------------------------------------------------- |
| 1994      | 《福爾摩斯探案》            | 史提夫·迪克西（Steve Dixie）                                   | 電視迷你劇；單集：“The Three Gables”                  |
| 1994-2000 | 《敲門聲》                  | 巴里·克里斯蒂（Barrie Christie）                                   | 主要角色；37集                                        |
| 1994-2005 | 《舊日火焰》                | 克萊夫·艾斯利（Clive Isley）／ 邁克·赫利（Mike Hurley）／ 尼克·奧斯汀（Nick Austin） | 11集                                                  |
| 1995      | 《支援》                    | 拉爾夫·約翰遜（Ralf Johnson）                                   | 單集：“Toleration Zone”                               |
| 1996      | 《關鍵故事》 （英語：Crucial Tales）     | 羅伯特（Robert）                                          | 電視迷你劇；單集：“Spiders and Flies”                 |
| 1998      | 《馬克白》 （英語：Macbeth）       | 倫諾克斯（Lennox）                                        | 電視電影                                              |
| 1998      | 《丹格菲爾德》              | 萊爾警員（P.C. Lyle）                                        | 單集：“Harvest Time”                                  |
| 1999      | 《麥茜·雷恩》               | 巴里·威爾斯（Barry Wills）                                     | 單集：“The Witness”                                   |
| 1999      | 《赤裸真兇》                | 喬（）                                              | 主要角色；5集                                         |
| 1999      | 《觀望末日》 （英語：Doomwatch: Winter Angel）     | 盧克（Luke）                                            | 電視電影                                              |
| 1999      | 《急診室》                  | 馬丁·德文（Martin Devern）                                       | 單集：“Peace on Earth”                                |
| 1999-2009 | 《霍爾比市》                | 查爾斯·哈里森（Charles Harrison）／ 肖恩·霍頓（Sean Horton）／ 馬丁·德文（Martin Devern）   | 4集                                                   |
| 2002      | 《喚醒死者》                | 查理·貝洛斯（Charlie Bellows）                                     | 2集                                                   |
| 2002-2010 | 《醫者心》                  | 邁克·特倫特督察（D.I. Mike Trent）／ 湯姆·杜馬賽（Tom Dumasai）               | 16集                                                  |
| 2003      | 《殺手之心》                | 克里斯·休森探員（DC Chris Hewson）                                 | 單集：“Suicide”                                       |
| 2003      | 《莫非定律》                | 薩米（Sammy）                                            | 單集：“Kiss and Tell”                                 |
| 2003      | 《園丁女偵探》              | 斯科特督察（D.I. Scott）                                      | 單集：“Sweet Angelica”                                |
| 2004      | 《清官難審》                | 迦勒·安德魯（Caleb Andrew）                                     | 3集                                                   |
| 2004      | 《英格蘭期盼》 （英語：England Expects）   | 皮特（Pete）                                            | 電視電影                                              |
| 2004      | 《我的老爸是首相》          | 交通大臣（Transport Secretary）                                        | 常設角色；7集                                         |
| 2005      | 《突發新聞》                | 亞當·洛克伍德——PVS（Adam Lockwood - PVS）                              | 電視迷你劇；主要角色；6集                             |
| 2007      | 《它們》 （英語：Them）         | 烏利亞·塞萊克（Uriah Selleck）                                   | 電視電影                                              |
| 2007-2008 | 《CSI犯罪現場：邁阿密》     | 雨果·坎普法官（Judge Hugo Kemp）                                   | 3集                                                   |
| 2007-2014 | 《沉默的證人》              | 芬米·蘭博牧師（Pastor Funmi Lambo）／ 理查德·帕克伍德（Richard Parkwood）             | 4集                                                   |
| 2009      | 《懸案神探》                | 格蘭特·林登（Grant Lindon）                                     | 單集：“The Last Laugh”                                |
| 2010      | 《皮囊》                    | 巴巴吉德神父（Father Babajide）                                    | 單集：“Thomas”                                        |
| 2010      | 《反恐諜報戰》              | 菲利克斯·奧蘇巴（Felix Osuba）                                 | 單集：“Episode #9.2”                                  |
| 2014      | 《重任在肩》                | 雷·馬利克高级警司（CS Ray Mallick）                               | 3集                                                   |
| 2014      | 《重案組女警》              | 威爾·彭伯頓偵緝警司（DSI Will Pemberton）                             | 4集                                                   |
| 2015      | 《香蕉》                    | 皮特·門羅（Pete Monroe）                                       | 電視迷你劇；單集：“Episode #1.1”                      |
| 2015      | 《神探班克斯》              | 邁克爾·奧斯古德（Michael Osgood）                                 | 2集                                                   |
| 2015      | 《公元：後聖經故事》        | 朱利葉斯（Julius）                                        | 單集：“The Visit”                                     |
| 2015      | 《圖坦》                    | 圖什拉塔國王                                        | 電視迷你劇；主要角色；3集                             |
| 2015      | 《神探路易斯》              | 約瑟夫·穆迪高级警司（CS Joseph Moody）                             | 主要角色；6集                                         |
| 2016      | 《駭人命案事件》            | 維克多·坎貝爾（Victor Campbell）                                   | 單集：“The Incident at Cooper Hill”                   |
| 2016      | 《牧師神探》                | 迪基·埃文斯（Dicky Evans）                                     | 單集：“Episode #2.5”                                  |
| 2016      | 《柏林諜影》                | 本傑明·泰勒（Benjamin Taylor）                                     | 3集                                                   |
| 2017      | 《雪鎮疑殺》                | 拉蒙特·貝利（Lamont Bailey）                                     | 常設角色；2集                                         |
| 2017      | 《新貴》                    | 奧賽羅（Otello）                                          | 單集：“The Green-Eyed Monster”                        |
| 2018      | 《天堂岛疑云》              | 斯特德曼·金（Steadman King）                                     | 單集：“The Healer”                                    |
| 2018      | 《少女從軍記》              | 羅傑·門德斯（Roger Mendez）                                     | 2集                                                   |
| 2018      | 《松樹谷》                  | 伊桑·詹姆斯（Ethan James）                                     | 電視迷你劇；主要角色；6集                             |
| 2019      | 《深水》 （英語：Deep Water）         | 亞當（Adam）                                            | 電視迷你劇；3集                                       |
| 2020      | 《異世奇人》                | 費卡特（Feekat）                                          | 單集：“Ascension of the Cybermen”                     |
| 2020      | 《長遠而言》                | 查爾斯·蘭德（Charles Lander）／查爾斯·奎格利（Charles Quigley）                  | 3集                                                   |
| 2020      | 《小斧頭》                  | 肯尼斯·洛根（Kenneth Logan）                                     | 電視獨立單元劇；主要角色；單集：“Red, White and Blue” |
| 2021      | 《這是罪》                  | 艾倫·巴克斯特（Alan Baxter）                                   | 電視迷你劇；2集                                       |
| 2021-2022 | 《在我們死去前》 （英語：Before We Die） | 凱恩（Kane）                                            | 常設角色；4集                                         |
| 2022      | 《龍族前傳》                | 科利斯·瓦列利昂伯爵（Lord Corlys Velaryon）                             | 主要角色                                              |

### 電子遊戲
| 年份 | 標題                       | 角色              | 附註  |
| ---- | -------------------------- | ----------------- | ----- |
| 2018 | 《侏羅紀世界：進化》       | 喬治·蘭伯特（George Lambert）   | 配音  |
| 2018 | 《魔兽世界：争霸艾泽拉斯》 | 不適用            | 配音  |
| 2021 | 《侏羅紀世界：進化2》      | 喬治·蘭伯特（George Lambert）   | 配音  |
| 2022 | 《戰地風雲2042》           | 查理·克勞福德（Charlie Crawford） | 第2季 |

## 外部連結
- 官方网站
- 史提夫·陶森特在互联网电影资料库（IMDb）上的資料（英文）
- 史提夫·陶森特的Instagram帳戶
- 史提夫·陶森特的X（前Twitter）